# Hooperella
Hooperella es un género de foraminífero bentónico de la familia Hooperellidae, de la superfamilia Cassidulinoidea, del suborden Buliminina y del orden Buliminida. Su especie tipo es Hooperella strigata. Su rango cronoestratigráfico abarca el Holoceno.

## Discusión
Clasificaciones previas incluían Hooperella en el suborden Rotaliina del orden Rotaliida.

## Clasificación
Hooperella incluye a las siguientes especies:
- Hooperella strigata